# パーソルテンプスタッフ
パーソルテンプスタッフ株式会社（英称:Persol Tempstaff Co.,Ltd.）は、東京都渋谷区に本社を置く大手人材派遣会社である。

## 組織
経営をスマートにするために、カテゴリーごとに分社されている。
2013年4月にインテリジェンス（現・パーソルキャリア）がグループに入り、同社から派遣事業を引き継いで統合した一方で、関連会社の一部をインテリジェンスの関連会社へ統合するなど組織再編が行われるようになった。
2016年7月に「テンプ」に替わるグループ名称である「PERSOL（パーソル）」が発足し、2017年に関連会社の一部が統合や商号変更により「パーソル」を冠するようになり、2018年には子会社を統合して組織を集約していった。
2021年12月時点では、一部の地域で合弁会社である「パーソルテンプスタッフカメイ（旧テンプスタッフ・カメイ）」や「テンプスタッフフォーラム」が担っている。

## 沿革
- 1973年（昭和48年）5月 - 篠原欣子（しのはら よしこ）により事務処理サービス業を目的としてテンプスタッフ株式会社創業。
- 1986年（昭和61年）7月 - 労働者派遣法施行に伴い一般労働者派遣事業許可取得。併せて、専門事業の展開を開始。
- 1988年（昭和63年）11月 - 宮城県の総合商社、カメイ株式会社との合弁でテンプスタッフ・カメイ株式会社（現在のパーソルテンプスタッフカメイ株式会社）を設立。
- 1991年（平成3年）
  - 1月 - 中高齢者向け事業となるエルダリー事業部を設立。
  - 12月 - 特例子会社、サンクステンプ株式会社を設立。
- 1992年（平成4年）6月 - エルダリー事業部をエルダリーテンプ株式会社として分社化。
- 1997年（平成9年）3月 -
  - 株式会社イタクを設立し、アウトソーシング事業を開始。
  - 子会社のエルダリーテンプ株式会社がテンブロス株式会社へ商号変更。
- 1998年（平成10年）
  - 3月 - テンプスタッフサービスセンター株式会社を設立し、シェアードサービスを開始。
  - 9月 - 株式会社ニューディールキャリアを設立し、再就職支援事業を開始。
  - 12月 - アカデミーテンプ株式会社を設立し、人材育成事業を開始。
- 2001年（平成13年）5月 - テンプスタッフ・ウィッシュ株式会社を設立し、保育・託児事業を開始。
- 2002年（平成14年）
  - 1月 - プライバシーマークを取得。
  - 10月 - 株式会社パソナ、株式会社リクルートスタッフィングとの3社合弁で人材派遣一括管理システムを担う株式会社イー・スタッフィングを設立。
  - 11月 - アメリカの人材派遣大手のケリーサービスと連携。
- 2003年（平成15年）11月 - 株式会社日本アイデックスを株式取得により連結子会社化。
- 2005年（平成17年）6月 - 株式会社データシステム研究所を株式取得により連結子会社化。
- 2006年（平成18年）
  - 3月 - 東証1部に新規上場。
  - 10月 - テンプスタッフフロンティア株式会社を設立し、障がい者向けの人材事業を開始。
- 2008年（平成20年）
  - 4月 - 医療業界の人材事業子会社3社を統合し、テンプスタッフ・メディカル株式会社を設立。
  - 10月1日 - ピープルスタッフ株式会社（後のテンプスタッフ・ピープル株式会社）と経営統合し、株式移転による共同持株会社としてテンプホールディングス株式会社（現在のパーソルホールディングス株式会社）を設立、同社の子会社となる。
- 2009年（平成21年）7月1日 - 富士ゼロックス株式会社（現在の富士フイルムビジネスイノベーション株式会社）から富士ゼロックスキャリアネット株式会社の全株式を取得して子会社化し、テンプスタッフ・クロス株式会社に商号変更する。
- 2010年（平成22年）
  - 5月31日 - 株式会社ハウコムの全株式を取得し、子会社化[1]。
  - 10月1日 - グッドジョブ株式会社とテンプスタッフマーケティング株式会社（東海地域事業を除く）を事業統合[2]。
- 2011年（平成23年）
  - 1月31日 - ソフトウェア受託開発を行う東洋ソフトウェアエンジニアリング株式会社を株式取得により子会社化[3]。
  - 2月1日 - テンプスタッフ転職サポート株式会社と日本ドレーク・ビーム・モリン株式会社が統合され、テンプスタッフ・ドレーク・ビーム・モリン株式会社を発足[4]。
  - 11月1日 - 株式会社神戸製鋼所の100%子会社だった株式会社コベルコパーソネルの株式の80%を取得し、子会社化[5]。
  - 11月30日 - 株式会社日本経済新聞社の100%子会社だった株式会社日経スタッフの株式の90%を取得し、子会社化[6]。テンプスタッフ・メディア株式会社に商号変更する。
- 2012年（平成24年）
  - 5月 - ITホールディングス株式会社（現在のTIS株式会社）の連結子会社である株式会社アイ・ユー・ケイとの合弁でPVネクスト株式会社を設立[7]。
  - 8月28日 - サイオステクノロジー株式会社との資本・業務提携を発表し、翌日の8月29日に同社の筆頭株主である株式会社大塚商会から株式の一部を取得する[8]。
  - 11月1日 - 子会社のテンプスタッフ・メディカル株式会社が旭化成ライフサポート株式会社（旭化成株式会社の100%子会社）と合併。旭化成株式会社が資本参加し[9]、テンプスタッフ・ライフサポート株式会社に商号変更する。
- 2013年（平成25年）
  - 3月29日 - パナソニック株式会社の100%子会社であるパナソニックAVCテクノロジー株式会社とパナソニックAVCマルチメディアソフト株式会社の株式の66.6%ずつを取得して子会社化[10]。AVCテクノロジー株式会社、AVCマルチメディアソフト株式会社にそれぞれ商号変更する。
  - 5月31日 - UDトラックス株式会社の100%子会社だった株式会社DRDの全株式を同社から取得し子会社化[11]。
  - 8月 - ドコモ・サービスより労働者派遣事業譲受
- 2014年（平成26年）
  - 4月1日 - 特例子会社のテンプスタッフフロンティア株式会社の全株式を2013年（平成25年）4月26日付でグループ会社となった株式会社インテリジェンスホールディングスの特例子会社である株式会社インテリジェンス・ベネフィクスへ譲渡（同社は同年10月にテンプスタッフフロンティア株式会社と合併し、株式会社フロンティアチャレンジ(現在のパーソルチャレンジ株式会社)に商号変更する）[12]。
  - 9月 - 株式会社キャリアライズの株式を取得し、子会社化。
  - 10月1日 - 2013年（平成25年）4月26日付でグループ会社となった株式会社インテリジェンス（現在のパーソルキャリア株式会社）から北海道と中国地方における全ての派遣事業及び関西地方におけるIT・機電職種を除く派遣事業を譲り受ける[13]。
- 2015年（平成27年）
  - 3月31日 - パナソニックの100%子会社であるパナソニック エクセルスタッフ株式会社の株式の66.61%を同社から取得し、子会社化[14]。
  - 4月1日 - 
    - 子会社の東洋ソフトウェアエンジニアリング株式会社がグループ会社の株式会社インテリジェンス ビジネスソリューションズ（現在のパーソルプロセス&テクノロジー株式会社）へ吸収合併される[15]。
    - 子会社の株式会社DRDの全株式をグループ会社の株式会社 日本テクシードへ譲渡（2017年(平成29年)4月1日付で同社と株式会社DRDが合併し、パーソルR&D株式会社に商号変更する）。

  - 6月29日 - 株式会社P&Pホールディングスに対するTOBを実施し、子会社化[16][17]。
  - 8月5日 - 株式会社P&Pホールディングスを完全子会社化[18]。
  - 11月 - 株式会社メディクロスの全株式を取得し子会社化。
- 2016年（平成28年）
  - 2月1日 - 株式会社インテリジェンス（現在のパーソルキャリア株式会社）から首都圏における事務派遣事業を吸収分割により譲り受ける[19]。
  - 4月1日 - 株式会社ピーアンドピーが株式会社P&Pホールディングスを吸収合併する。
  - 7月1日 - テンプスタッフ・ピープル株式会社を吸収合併。「中部営業本部」とする[20]。
  - 11月1日 - 子会社の株式会社コベルコパーソネルを吸収合併。「西日本営業本部 KP事業部」とする[21]。
- 2017年（平成29年）
  - 1月1日 -
    - 子会社のテンプスタッフ・テクノロジー株式会社がグループ会社の株式会社インテリジェンス（現在のパーソルキャリア株式会社）の派遣事業を統合してパーソルテクノロジースタッフ株式会社に商号変更し、テンプホールディングス株式会社（現在のパーソルホールディングス株式会社）の子会社へ移行[22]。
    - 子会社のテンプスタッフラーニング株式会社がグループ会社の株式会社パーソル総合研究所（旧・株式会社インテリジェンスHITO総合研究所）を吸収合併し、株式会社パーソル総合研究所に商号変更する（逆さ合併による統合）[23]。

  - 7月1日 - パーソルテンプスタッフ株式会社へ商号変更。併せて、サービスブランドとなる「テンプスタッフ」のロゴデザインが変更される[24]。
  - 9月1日 - 「アウトソーシング事業本部 公共サービス部」に、パーソルキャリア株式会社の「公共事業統括部」を統合[25]。
- 2018年（平成30年）
  - 4月1日 - 
    - 子会社のテンプスタッフ・営業支援株式会社を統合[26]。
    - 子会社のパナソニック エクセルスタッフ株式会社がパナソニック エクセルテクノロジー株式会社と合併し、パーソル パナソニック HRパートナーズ株式会社へ商号変更（2021年(令和3年)4月1日付でパーソルエクセルHRパートナーズ株式会社へ再度商号変更される）。
    - PVネクスト株式会社が子会社の株式会社メディクロスと合併し、パーソルファーマパートナーズ株式会社に商号変更。
    - 子会社のテンプスタッフ・インテグレーション株式会社、株式会社ピーアンドピー、テンプスタッフキャリアコンサルティング株式会社の3社がパーソルビジネスエキスパート株式会社、パーソルマーケティング株式会社、パーソルキャリアコンサルティング株式会社にそれぞれ商号変更する。
    - 子会社のAVCテクノロジー株式会社がAVCマルチメディアソフト株式会社と合併し、パーソルAVCテクノロジー株式会社へ商号変更。

  - 10月1日 -
    - 子会社7社（株式会社キャリアライズ、テンプスタッフ・メディア株式会社、テンプスタッフ・クロス株式会社、テンプスタッフ・クリエイティブ株式会社、テンプスタッフ福岡株式会社、テンプスタッフファミリエ株式会社、テンプスタッフグロゥ株式会社）を統合[27]。
    - 子会社の株式会社日本アイデックスが同じく子会社の株式会社ハウコム、テンプスタッフ・ライフサポート株式会社と合併し、パーソルワークスデザイン株式会社に商号変更する。
- 2019年（平成31年/令和元年）
  - 1月1日 - 株式会社商船三井の100%子会社である商船三井キャリアサポート株式会社から人材派遣・人材紹介事業を事業継承[28]。
  - 1月31日 - 株式会社アヴァンティスタッフの株式の92.5%を取得し、子会社化する[29]。
  - 4月1日
    - 「東日本OS事業本部 採用代行事業」を子会社のパーソルワークスデザイン株式会社へ事業統合[30]。
    - 子会社のテンブロス株式会社が同じく子会社のテンプスタッフプラス株式会社を統合。

  - 6月1日 - 子育て支援事業及び認証保育所運営事業を会社分割により株式会社ウィッシュへ承継[31]。
  - 7月1日 - グループ会社のパーソルキャリアコンサルティング株式会社から、官公庁・自治体向け就労支援事業を承継[32]。
- 2020年（令和2年）10月1日 - 子会社のテンブロス株式会社がパーソルフィールドスタッフ株式会社に商号変更する。
- 2021年（令和3年）
  - 6月16日 - タグラインとして、「おつき合い いつまでも」を新設[33]。
  - 10月2日 - 株式会社ふくおかフィナンシャルグループの子会社で日本初のデジタルバンク（新たな形態の銀行）である株式会社みんなの銀行との協業により、同行のパートナー支店となる「テンプスタッフ支店」を開設。派遣スタッフ専用の銀行支店が設けられるのは日本初となる[34]。

## テレビ番組
- 日経スペシャル カンブリア宮殿 「2007最新ハケン事情！ ～企業を支える女たち～」（2007年7月2日、テレビ東京）- 出演：社長 篠原欣子[35]。

## 書籍

### 関連書籍
- 『逃げない人を、人は助ける テンプスタッフ成長の哲学』（著者:芦崎治）（2004年1月9日、中経出版）ISBN 9784806119432